# Aciagrion karamoja
Aciagrion karamoja là một loài chuồn chuồn kim trong họ Coenagrionidae.
Aciagrion karamoja được Pinhey miêu tả khoa học năm 1962.